# Frogn
Frogn è un comune della contea di Akershus in Norvegia. Il suo capoluogo è Drøbak. Dal 1º gennaio 2020 al 31 dicembre 2023 ha fatto parte della contea di Viken.

## Geografia fisica
Il comune di Frogn si trova nella parte sudorientale del paese, sulle rive del fiordo di Oslo.